# Apocolotois arnoldiaria
Apocolotois arnoldiaria là một loài bướm đêm trong họ Geometridae.